# Villa connexa
Villa connexa är en tvåvingeart som först beskrevs av Macquart 1855.  Villa connexa ingår i släktet Villa och familjen svävflugor.
Artens utbredningsområde är Maryland. Inga underarter finns listade i Catalogue of Life.